# Drepanoxiphus viridifolius
Drepanoxiphus viridifolius är en insektsart som först beskrevs av Brunner von Wattenwyl 1895.  Drepanoxiphus viridifolius ingår i släktet Drepanoxiphus och familjen vårtbitare. Inga underarter finns listade i Catalogue of Life.